# Maria Luisa Grohs
Maria Luisa "Mala" Grohs, née le 13 juin 2001 à Münster en Allemagne, est une footballeuse allemande. Elle évolue actuellement au Bayern Munich au poste de gardienne de but.

## Biographie

### En club
Maria Luisa Grohs commence le football au 1. FC Gievenbeck, dans des équipes de garçons, avant de rejoindre le VfL Bochum pour jouer avec une équipe féminine. Elle rejoint ensuite l'équipe réserve du Bayern Munich, où elle fait ses débuts en senior en deuxième division allemande.
La saison 2021-2022 est compliquée pour Grohs, qui contracte d'abord la mononucléose puis doit rester la doublure en équipe première au lieu d'obtenir du temps de jeu en réserve.
Au début de la saison 2022-2023, la blessure de Laura Benkarth lui permet d'être propulsée titulaire avec l'équipe première du Bayern. Elle dispute ainsi son premier match de Ligue des champions, face à la Real Sociedad au 2e tour de qualifications, et garde ses buts inviolés lors de ses premiers matches,.

### En sélection
En 2022, elle est appelée pour la première fois en sélection senior.

## Statistiques
Le tableau ci-dessous retrace la carrière de Maria Luisa Grohs depuis ses débuts :

### En club
| Saison                | Club                  | Championnat           | Championnat | Championnat | Coupe(s) nationale(s) | Coupe(s) nationale(s) | Supercoupe | Supercoupe | Compétition(s) continentale(s) | Compétition(s) continentale(s) | Compétition(s) continentale(s) | Total | Total |
| Saison                | Club                  | Division              | M.          | B.          | M.                    | B.                    | M.         | B.         | Comp.                          | M.                             | B.                             | M.    | B.    |
| 2019-2020             | Bayern Munich II      | 2. Bundesliga         | 10          | 0           | -                     | -                     | -          | -          | -                              | -                              | -                              | 10    | 0     |
| 2020-2021             | Bayern Munich II      | 2. Bundesliga         | 3           | 0           | -                     | -                     | -          | -          | -                              | -                              | -                              | 3     | 0     |
| 2021-2022             | Bayern Munich II      | 2. Bundesliga         | 9           | 0           | -                     | -                     | -          | -          | -                              | -                              | -                              | 9     | 0     |
| 2024-2025             | Bayern Munich II      | 2. Bundesliga         | 2           | 0           | -                     | -                     | -          | -          | -                              | -                              | -                              | 2     | 0     |
| Sous-total            | Sous-total            | Sous-total            | 24          | 0           | 0                     | 0                     | -          | -          | -                              | -                              | -                              | 24    | 0     |
| 2020-2021             | Bayern Munich         | Bundesliga            | 2           | 0           | 1                     | 0                     | -          | -          | C1                             | -                              | -                              | 3     | 0     |
| 2021-2022             | Bayern Munich         | Bundesliga            | -           | -           | -                     | -                     | -          | -          | C1                             | -                              | -                              | 0     | 0     |
| 2022-2023             | Bayern Munich         | Bundesliga            | 21          | 0           | 4                     | 0                     | -          | -          | C1                             | 10                             | 0                              | 35    | 0     |
| 2023-2024             | Bayern Munich         | Bundesliga            | 21          | 0           | 3                     | 0                     | -          | -          | C1                             | 6                              | 0                              | 30    | 0     |
| 2024-2025             | Bayern Munich         | Bundesliga            | 8           | 0           | 1                     | 0                     | 1          | 0          | C1                             | 4                              | 0                              | 14    | 0     |
| Sous-total            | Sous-total            | Sous-total            | 52          | 0           | 9                     | 0                     | 1          | 0          | -                              | 20                             | 0                              | 82    | 0     |
| Total sur la carrière | Total sur la carrière | Total sur la carrière | 76          | 0           | 9                     | 0                     | 1          | 0          | -                              | 20                             | 0                              | 106   | 0     |

## Palmarès
Bayern Munich
- Championnat d'Allemagne (3) :
  - Championne en 2021, 2023 et 2024
  - Vice-championne en 2022
- Supercoupe d'Allemagne (1) :
  - Vainqueur en 2024